# Saint-Julien-de-Chédon
Saint-Julien-de-Chédon è un comune francese di 745 abitanti situato nel dipartimento del Loir-et-Cher nella regione del Centro-Valle della Loira.

## Società

### Evoluzione demografica
Abitanti censiti